# 能島龍三
能島 龍三（のじま りゅうぞう、1949年 - ）は、日本の小説家。
群馬県出身。群馬大学教育学部卒業後、教員をつとめながら文学に志す。1991年、｢ワイマール近郊にて｣が『民主文学』に掲載され、全国誌に登場する。戦争責任や現代の教育事情に材をとった作品が多い。
2021年から日本民主主義文学会の会長をつとめている。

## 著書
- 『虎落笛』東銀座出版社、1998年
- 『風の地平』本の泉社、2003年
- 『分水嶺』光陽出版社、2006年
- 『夏雲』新日本出版社、2010年
- 『遠き旅路』新日本出版社、2019年
- 『八月の遺書』本の泉社、2021年